# Spieker (Herscheid)

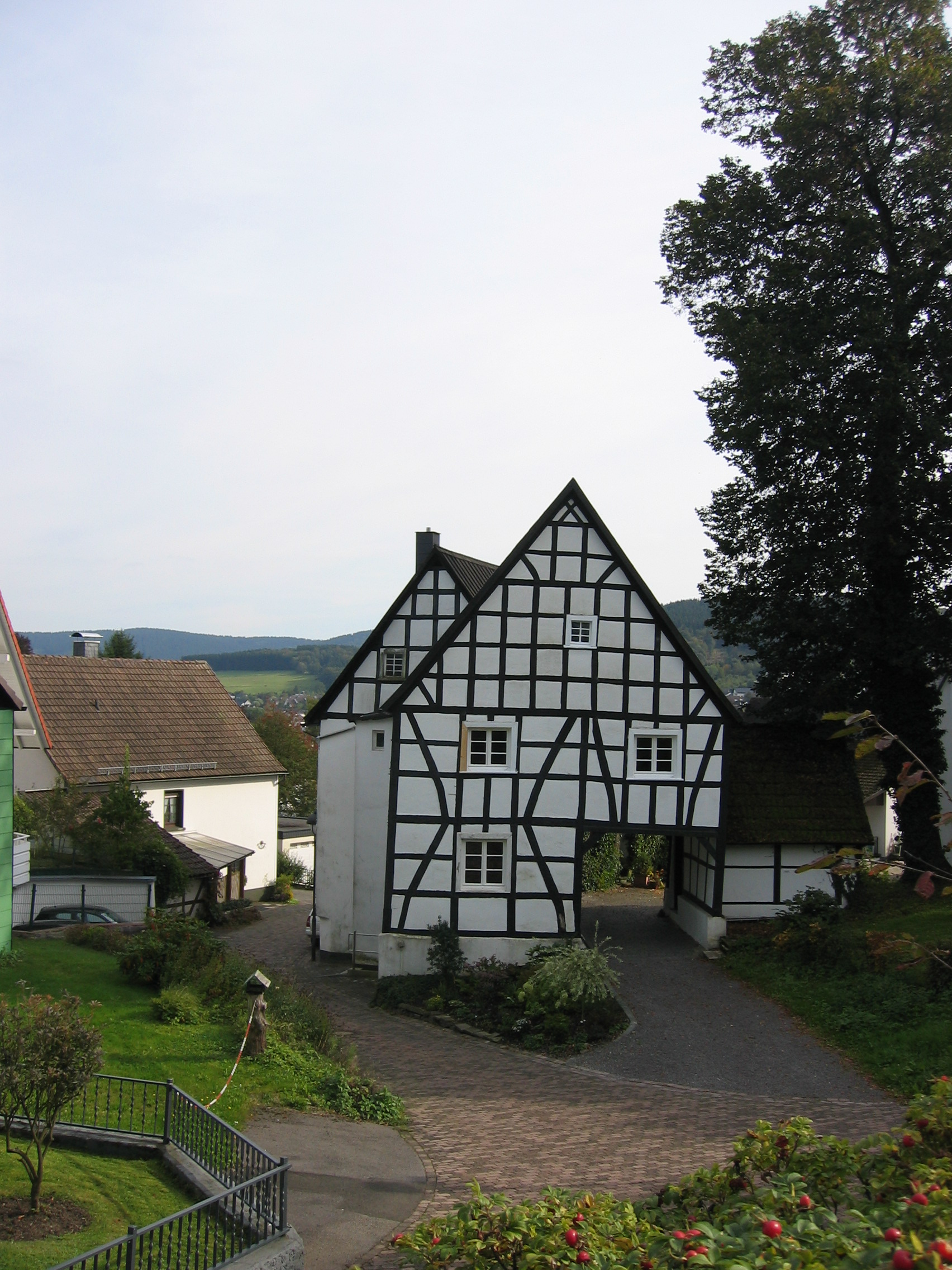
Spieker

Der Spieker ist eines der ältesten Gebäude in Herscheid. Der Name Spieker bedeutet Speicher. Das Gebäude diente früher der Kirche dazu, Naturalien aufzunehmen.

## Bau- und Nutzungsgeschichte
Das Gebäude besteht aus einem Bruchsteinhaus aus dem 15./16. Jahrhundert und einem Fachwerkanbau (um 1820). Beide Gebäudeteile sind schräg zueinander versetzt, da das Bauwerk auf älteren Fundamenten mit dieser Anordnung errichtet wurde. Der so genannte Toilettenturm wurde nachträglich angebaut. Der Spieker beheimatet neben der Heimatstube ein Trauzimmer des Standesamtes.
Seit 2005 befindet sich das Fachwerkgebäude, in dem der Geschichts- und Heimatverein eine Heimatstube eingerichtet hat, im Besitz der Gemeinde Herscheid. Der Verein setzt sich für die Pflege und den Erhalt des denkmalgeschützten Gebäudes ein. 2013 bis 2014 wurde der Spieker umfassend saniert. An der Nordseite wurde das teilweise faule Gebälk des Fachwerkgebäudes teilweise erneuert.

### Heimatstube/Heimatmuseum
Das Heimatmuseum erstreckt sich über beide Gebäudeteile und drei Ausstellungsetagen. Unten befinden sich unter anderem ein kleines Besprechungszimmer mit einem Harmonium und weiteren alten Musikinstrumenten, ein Raum mit alten Küchenutensilien und ein Trauzimmer, welches von der Gemeinde benutzt wird. In der ersten Etage befinden sich unter anderem eine kleine Spielzeugsammlung, ein Klassenzimmer aus damaligen Zeiten, ein Raum mit Nähmaschinen und weiteren Nähutensilien, ein Raum mit unter anderem einer Schnellbuttermaschine von Miele, einer Butterkirne und weiteren Gerätschaften und Mitteln zur Wäschereinigung. In einem liebevoll eingerichteten Wohnraum mit Kaffeegeschirr und Kinderwagen liegt auch ein Relikt aus der „Apostelkirche“: ein gestrickter Teppich. Im Dachgeschoss hat der Geschichts- und Heimatverein einen Vorführungsraum eingerichtet.